# Amitostigma tetralobum
Amitostigma tetralobum är en orkidéart som först beskrevs av Achille Eugène Finet, och fick sitt nu gällande namn av Rudolf Schlechter. Amitostigma tetralobum ingår i släktet Amitostigma och familjen orkidéer. IUCN kategoriserar arten globalt som starkt hotad. Inga underarter finns listade i Catalogue of Life.